# Jornal de Notícias (Portugal)
Jornal de Notícias (Nyhetstidningen på svenska) är en portugisisk dagstidning och nättidning, grundad 1888, som utkommer i Porto, Portugals andra stad.